# Dimnjačar (predstava)
„Dimnjačar“ je dugovječna monodrama Kerekesh Teatra s više od 1400 izvedbi, čime se ubraja među najizvođenije hrvatske kazališne predstave. Premijerno je izvedena 15. veljače 1992. u produkciji Glumačke družine Histrion, a tekst je djelo Mirka Keleka, uz režiju i izvedbu Ljubomira Kerekeša.
Predstava prikazuje dimnjačarske priče ispričane jednostavnim, često regionalnim jezikom „malog čovjeka“, čime se izravno obraća publici. Glavni lik, dimnjačar Štijef, kroz interakciju s gledateljima raspliće niz humornih zgoda te pritom dotiče društvene teme i stereotipe, no bez otvorenog angažmana, već kroz suptilan humor.
Predstava se ubraja među najgledanije hrvatske kazališne naslove te je jedna od rijetkih s više od tisuću izvedbi. Uz nju, takvu brojku izvedbi prema dostupnim podacima ima tek monodrama CABAres CABArei Zijaha Sokolovića.